# Barry Meyer
Barry M. Meyer es un productor de televisión estadounidense, que se desempeñó como Presidente del Consejo de Administración de Warner Bros. Entertainment hasta 2013.

## Primeros años
Nacido en la ciudad de Nueva York, hijo de Perry Meyer y Lillian Katz Meyer, creció en una familia judía. Meyer tiene una licenciatura de la Universidad de Rochester y un Doctorado en Derecho de la Case Western Reserve University School of Law. Él es un miembro de la barra de Nueva York y fue admitido a la práctica de la ley en Ohio en 1967, sin embargo su licencia de Ohio fue suspendida en 2005.

## Carrera con Warner Bros.
Meyer se unió a la Warner Bros. Entertainment en 1971 como Director de Asuntos de Negocios para Warner Bros. Television, tras dos años y medio, mientras tanto estuvo en los departamentos de asuntos legales y de negocios de la cadena de televisión ABC. 
En 1972, Meyer fue nombrado vicepresidente de asuntos comerciales, Warner Bros. Television. En 1978, fue designado vicepresidente ejecutivo de la división de televisión y en 1984, fue ascendido a vicepresidente ejecutivo de Warner Bros. Inc., haciéndose cargo de todas las operaciones de televisión del estudio.
En 1994, Meyer asumió responsabilidades adicionales como director de operaciones, que incluía la supervisión de las operaciones generales de la Compañía (incluyendo las instalaciones del estudio, los asuntos legales y comerciales, administración general, recursos humanos, relaciones laborales, la planificación estratégica, desarrollo de bienes raíces y asuntos gubernamentales) , así como todas las operaciones de producción de televisión Estudio y distribución (incluyendo Warner Bros. Television, Telepictures Productions, Warner Bros. Animation y las divisiones de distribución de televisión nacionales e internacionales). Meyer fue también arquitecto integral en la formación de la The WB Television Network, que salió al aire en enero de 1995 y desempeñó un papel similar en la fundación de The CW.
Barry M. Meyer se convirtió en Chairman y CEO de Warner Bros. el 4 de octubre de 1999, tras haber servido para el estudio como vicepresidente ejecutivo y director de operaciones desde abril de 1994.
Bajo la dirección de Meyer, Warner Bros. ha clasificado consistentemente como uno de los estudios más fuertes, más rentables y mejor posicionados en la industria. En 2009, la división doméstica de Warner Bros. Pictures tuvo su año más exitoso nunca visto, y tanto la división nacional e internacional tenía sus noveno mil millones de dólares más en la taquilla en años consecutivos.
Meyer sirve a menudo como un asesor clave en la producción de toda la industria, el trabajo y las cuestiones reglamentarias. Es miembro de la Junta de Consejeros de la Escuela de Artes Cinematográficas de la Universidad del Sur de California; miembro del Consejo de Administración de la Asociación Cinematográfica de Estados Unidos; miembro de la Junta del Museo de Televisión y Radio; miembro de la Academia de Artes y Ciencias Cinematográficas; miembro y exgobernador de la Academia de Artes y Ciencias de la Televisión; miembro y antiguo miembro del Consejo de la Sociedad de Radio y Televisión de Hollywood; y participa en numerosas actividades cívicas y de caridad.
Meyer fue galardonado con el Premio de Relaciones Humanas del American Jewish Committee 2006 Dorothy y Sherrill C Corwin por sus muchos esfuerzos humanitarios. 
En marzo de 2013, Meyer renunció como CEO de Warner Bros, y fue sucedido por Kevin Tsujihara.